# Metaphors We Live By
Metaphors We Live By (Metàfores de la vida quotidiana o Metàfores amb les quals vivim) és un llibre de George Lakoff i Mark Johnson publicat el 1980. El llibre suggereix que la metàfora és una eina que permet a les persones utilitzar el que saben sobre les seves experiències físiques i socials directes per entendre coses més abstractes com el treball, el temps, l'activitat mental i els sentiments.

## Conceptes
En el llibre Metaphors we Live By es van explorar extensament per primera vegada la metàfora conceptual (MC) i un examen detallat dels processos subjacents. Des d'aleshores, el camp dels estudis de metàfores dins de la disciplina més àmplia de la lingüística cognitiva s'ha desenvolupat cada cop més amb diverses conferències acadèmiques anuals, societats acadèmiques i laboratoris de recerca que contribueixen a l'àrea temàtica. Alguns investigadors, com Gerard Steen han treballat per desenvolupar eines d'investigació empíriques per a la investigació de metàfores, inclòs el procediment d'identificació de metàfores. En la psicologia, Raymond W. Gibbs, Jr. ha investigat la metàfora conceptual i les MC relacionades amb el cos (embodiment) mitjançant una sèrie d'experiments psicològics. Altres científics cognitius, per exemple Gilles Fauconnier estudien temes similars a la metàfora conceptual amb les etiquetes " analogia ", " mescla conceptual " i " ideestèsia ".
Les MC formen part del llenguatge en la nostra vida quotidiana i, no només configuren la nostra comunicació, sinó també la manera com pensem i actuem. En l'obra de George Lakoff i Mark Johnson, Metaphors We Live By (1980), veiem com el llenguatge quotidià està ple de metàfores que potser no sempre tenim presents. Un exemple d'una de les metàfores conceptuals més utilitzades és UNA DISCUSSIÓ ÉS UNA GUERRA. Amb aquesta MC sorgeixen expressions com "guanyarem la batalla", "hem de fer front l'enemic" o "el va atacar amb les seves paraules".
Des de la seva publicació, la gent ha utilitzat les idees que Lakoff i Johnson van proposar per comentar una àmplia gamma de temes, des de la pandèmia de la COVID-19 fins a les teories de la conspiració.

## Tipologies
Lakoff i Johson presenten tres tipologies de Metàfores Conceptuals en el seu treball Metaphors we live by (1980).
1. Metàfores orientacionals: organitzen un sistema global de conceptes en relació amb un altre sistema. La majoria tenen a veure amb l'orientació espacial i neixen de la nostra constitució física. Les principals són AMUNT/A BAIX, DINS/FORA, DAVANT /DARRERE, PROFUND/ SUPERFICIAL, CENTRAL/PERIFÈRIC. Per exemple, BO ÉS AMUNT, DOLENT ÉS A BAIX: estatus alt, estatus baix; les coses van cap amunt, anem costa avall; alta qualitat, baixa qualitat; La seva Altesa Real; baixesa de naixement; LA VIRTUT ÉS AMUNT, EL VICI ÉS A BAIX: algú té pensaments elevats o mesquins, si es deixa arrossegar per les passions més baixes, cau molt baix o en l'abisme del vici; els baixos fons; altesa de mires, baixesa moral. FELIÇ és AMUNT, TRIST és A BAIX: em va aixecar l'ànim; vaig tenir una baixada, estic enfonsat, sentir-se baix; caure en una depressió, etc.
2. Metàfores ontològiques: amb les quals es categoritza un fenomen de manera peculiar mitjançant la seva consideració com una entitat, una substància, un recipient, una persona, etc. Per exemple, LA MENT HUMANA ÉS UN RECIPIENT: No em cap al cap; no m'hi entra la lliçó; tenir alguna cosa al cap; o tenir la ment buida; fica't això al cap; tenir una melodia al cap; estic saturat; ser un cap buit; etc.
3. Metàfores estructurals: una activitat o una experiència s'estructura en termes d'una altra. Així, COMPRENDRE ÉS VEURE, UNA DISCUSSIÓ ÉS UNA GUERRA, o l'exemple que suggereixen José Antonio Millán i Susana Narotzky, els traductors de Lakoff i Johnson, que té una gran riquesa de recursos en castellà: P. ex. UN DISCURS (o una classe!) ÉS UN TEIXIT: es pot perdre el fil; les idees poden estar mal embastades, al fil de què anava dient; pot faltar un fil argumental o conductor; un argument pot ser recaragolat, el discurs té un nus i un desenllaç; es lliguen caps, s'enganxa el fil; es fila molt fi, etc., etc.